# 北山の尼君
北山の尼君（きたやまのあまきみ）とは、源氏物語に登場する架空の人物。

## 概要
紫の上の母方の祖母であり、亡き按察使大納言の北の方である。夫の死亡後出家している。「北山の僧都」と呼ばれる兄がいる同人の娘は兵部卿宮と結ばれ、娘（後の紫の上）をもうけたが、正妻による圧力を気に病んで幼い娘を残して亡くなってしまう。その後父の兵部卿宮が援助の手をさしのべなかったため幼い孫娘を自身の手で育てることになる。10年ほど経ったとき光源氏と出会うことになり、光源氏は少女の後見を申し出たが、孫娘はこの時点では光源氏の結婚相手とするにはあまりに幼かったために本気にしなかった。尼君はその後間もなく亡くなってしまう。そのため全く身寄りの亡くなった孫娘（後の紫の上）は実父の兵部卿宮に先んじて半ば強引に光源氏の元に引き取られることになる。

## 登場する巻
北山の尼君は直接には以下の巻で登場し、本文中ではそれぞれ以下のように表記されている。
- 第05帖 若紫 尼君、祖母、祖母北の方（河内本）、尼上、上、北の方、妹、故尼君
- 第06帖 末摘花 祖母君
- 第07帖 紅葉賀 尼君、故尼上
- 第10帖 賢木 故尼上、故尼君（別本）

なお、「北山の尼君」とは本文中には現れない呼称であり、居住していた場所「北山」に由来する通称である。